# 2010-ті в музиці
Ця стаття описує тренди у музиці у 2010-му десятиріччі.

## 2010
|  |

Події:
Твори:
Музичні альбоми: див. Категорія:Музичні альбоми 2010
- Олафур Арнальдс — «...and They Have Escaped the Weight of Darkness»
- My Own Private Alaska — «Amen»
- Disturbed — «Asylum»
- АННА — «Срібна змія»
- Карна — «KARNA»
- С.К.А.Й. — «!»
- Океан Ельзи — «Dolce Vita»
- Linkin Park — «A Thousand Suns»
- Сокира Перуна — «Invictus»
- Massive Attack — «Heligoland»
- ДахаБраха — «Light»
- Димна суміш — «Live Improvisation»
- Fear Factory — «Mechanize»
- W.H.I.T.E — «Megawhite»

## 2011
|  |

Події:
- 24 травня — концерт Muse в Україні — Палац спорту, Київ.

Твори:
- Kultur Shock — альбом Ministry of Kultur
- KYPCK — альбом Ниже
- Limp Bizkit — альбом Gold Cobra
- In Flames — альбом Sounds of a Playground Fading
- Sepultura — альбом Kairos
- Facciamo finta che sia vero — альбом Адріано Челентано

Музичні альбоми: див. Категорія:Музичні альбоми 2011

## 2012
|  |

Події:
- Євробачення Юних Музикантів 2012;
- Пісенний конкурс Євробачення 2012;

Твори:
Музичні альбоми: див. Категорія:Музичні альбоми 2012
| Дата       | Виконавець      | Назва альбому                             |
| ---------- | --------------- | ----------------------------------------- |
| 24 січня   | Келлі Піклер    | 100 Proof                                 |
| 24 січня   | Young Buck      | Live Loyal Die Rich                       |
| 1 лютого   | Моноліт         | Ласкава отрута 2                          |
| 27 лютого  | The Cranberries | Roses                                     |
| 26 березня | E-40            | The Block Brochure: Welcome to the Soil 1 |
| 26 березня | Мадонна         | MDNA                                      |
| 1 квітня   | Моноліт         | Ласкава отрута P.S.                       |
| 3 квітня   | Обі Трайс       | Bottoms Up                                |
| 5 квітня   | Game            | California Republic                       |
| 30 березня | Noize MC        | Новий альбом                              |
| 25 квітня  | Marilyn Manson  | Born Villain                              |
| 1 травня   | Керрі Андервуд  | Blown Away                                |

### Засновані колективи
- Flying Colors

### Колективи, які розпалися
- Elis;
- Jet;
- Westlife.

## 2019
Події:
- 30 січня — концерт Twenty One Pilots в Україні — Палац спорту, Київ.